# دریای خون
دریای خون (조선작가 동맹 ۴·۱۵문학창작단) یک اپرا از کشور کره شمالی است که نوشتن آن به کیم ایل سونگ منتسب است. از محتوای این اپرا رمانی نیز توسط انجمن رمان‌نویسان چوسئون منتشر شده‌است.
داستان دریای خون مربوط به دهه ۱۹۳۰ است، یعنی زمان اشغال شبه‌جزیره کره توسط ژاپن.
قهرمان اصلی این داستان به نام سون نیو و خانواده او از سوی سربازان ژاپنی متحمل رنج‌های زیادی می‌شوند تا اینکه به اراده لازم برای پیوستن به انقلاب کمونیستی و نبرد علیه سرکوبگران دست پیدا می‌کنند.
هدف از این داستان تأکید بر ارزش‌های ایدئولوژی جوچه است که در آن خودکفایی و همبستگی مضمون اصلی را تشکیل می‌دهند. در این داستان، توصیفات بسیار پر از جزئیات است و روایت‌های آن طولانی است.
دیدگاه‌های هر شخصیت در این داستان و توصیف خشونت‌ها با جزئیات زیادی مطرح شده‌است. خواندن این کتاب در مدارس کره شمالی اجباری است.